# Greenwood, Mississippi
Greenwood là một thành phố thuộc quận Leflore, tiểu bang Mississippi, Hoa Kỳ. Năm 2010, dân số của thành phố này là 15 205 người.

## Dân số
- Dân số năm 2000: 18 513 người.
- Dân số năm 2010: 15 205 người.